# Rotunda św. Katarzyny
Rotunda św. Katarzyny (cz. Rotunda sv. Kateřiny) – romańska rotunda z XI lub XII wieku znajdująca się w czeskim mieście Znojmo. Powstała prawdopodobnie z inicjatywy księcia Brzetysława I przed rokiem 1037 lub z inicjatywy Konrada I około 1100 roku. Rotunda stała na dziedzińcu dolnego zamku należącego do Przemyślidów. Z całego średniowiecznego zamku do czasów współczesnych zachowała się jedynie rotunda.

## Historia
Historia rotundy rozpoczyna się najprawdopodobniej jeszcze przed rokiem 1037, kiedy budowla pełniła funkcję kaplicy przy zamku czeskiego księcia Brzetysława I w Znojmie. Na razie nie potwierdzono z całą pewnością, że rotundę i cały zamek wzniesiono w drugiej połowie XI wieku. Z najnowszych badań naukowych wynika, że konstrukcja rotundy i malowidła powstały w pierwszej połowie XII wieku za panowania księcia Konrada II Znojemskiego. Początkowo świątynia była poświęcona Zwiastowaniu Najświętszej Marii Panny, co potwierdza napis łaciński z XIII wieku odkryty podczas restauracji malowideł w 1949 r. W owym czasie rotunda była jedną z wielu tego typu budowli. 
Według Muzeum Południowomorawskiego w Znojmie rotundę zbudowano tuż przed 1100 rokiem jako część zamku, założonego na przełomie XI i XII wieku przez Konrada I i jego syna Luitpolda Znojemskiego.  
W 1. połowie XII wieku, ok. roku 1134, najprawdopodobniej z okazji ślubu księcia Konrada II Znojemskiego z Marią (córką żupana serbskiego – Urosza I Wukanowicza), rotunda została przebudowana. Zmieniono wtedy patronkę na św. Katarzynę, a wnętrze pokryto romańskimi freskami. 
Rotunda św. Katarzyny pełniła funkcję kaplicy zamkowej. Podczas prac konserwatorskich prowadzonych przez Františka Fišera w 1947 r. odkryto wyryty w tynku łaciński napis z XIII wieku. Ze względu na częściowe uszkodzenie napisu oraz powszechną praktykę pomijania dźwięków interpretacja napisu nie jest jednoznaczna. Jednak zgodnie z przeważającą interpretacją podaje się, że w 1134 roku książę Konrad II Znojemski zmodyfikował statut sanktuarium maryjnego i poświęcił je św. Katarzynie. Inskrypcja ta jest jedynym pisemnym dowodem pierwotnego rozważanego poświęcenia rotundy Najświętszej Marii Pannie. 
Po podniesieniu Znojma do rangi miasta, budowlę w 1226 roku podporządkowano kościołowi farnemu św. Mikołaja. Od 1287 roku był to kościół filialny kościoła parafialnego św. Michała, który wraz z rotundą został w 1320 roku przekazany klasztorowi sióstr św. Klary przez Henryka z Lipy. W 1551 r. plebania przy kościele św. Michała została przejęta przez miasto, któremu w 1555 r. klaryski sprzedały rotundę. 
W 1710 roku na podwórzu przy rotundzie założono browar mieszczański. Podczas jego budowy zburzono wszystkie budynki z wyjątkiem rotundy (oznaczonej jako Heidentempl = świątynia pogańska) i bardzo starej, ośmiokątnej Wieży Zbójniczej (Räuberturm). Pod koniec XVIII wieku w rotundzie umieszczono stajnię, a w 1830 roku dokonano przeróbek konstrukcyjnych, po których rotunda służyła m.in. jako sala taneczna. W 1879 r. udokumentowany jest tu warsztat plecionkarski. W 1888 r. przeprowadzono rekonstrukcję rotundy, a następnie w latach 1891–93 po raz pierwszy odnowiono malowidła. Dalsza renowacja malowideł miała miejsce w latach 1938, 1947–49, 1969 i 1971. Młodsze modyfikacje konstrukcyjne rotundy miały miejsce w latach 1966, 1991 i 2006.

## Napis
Napis we wnętrzu po łacinie:
```

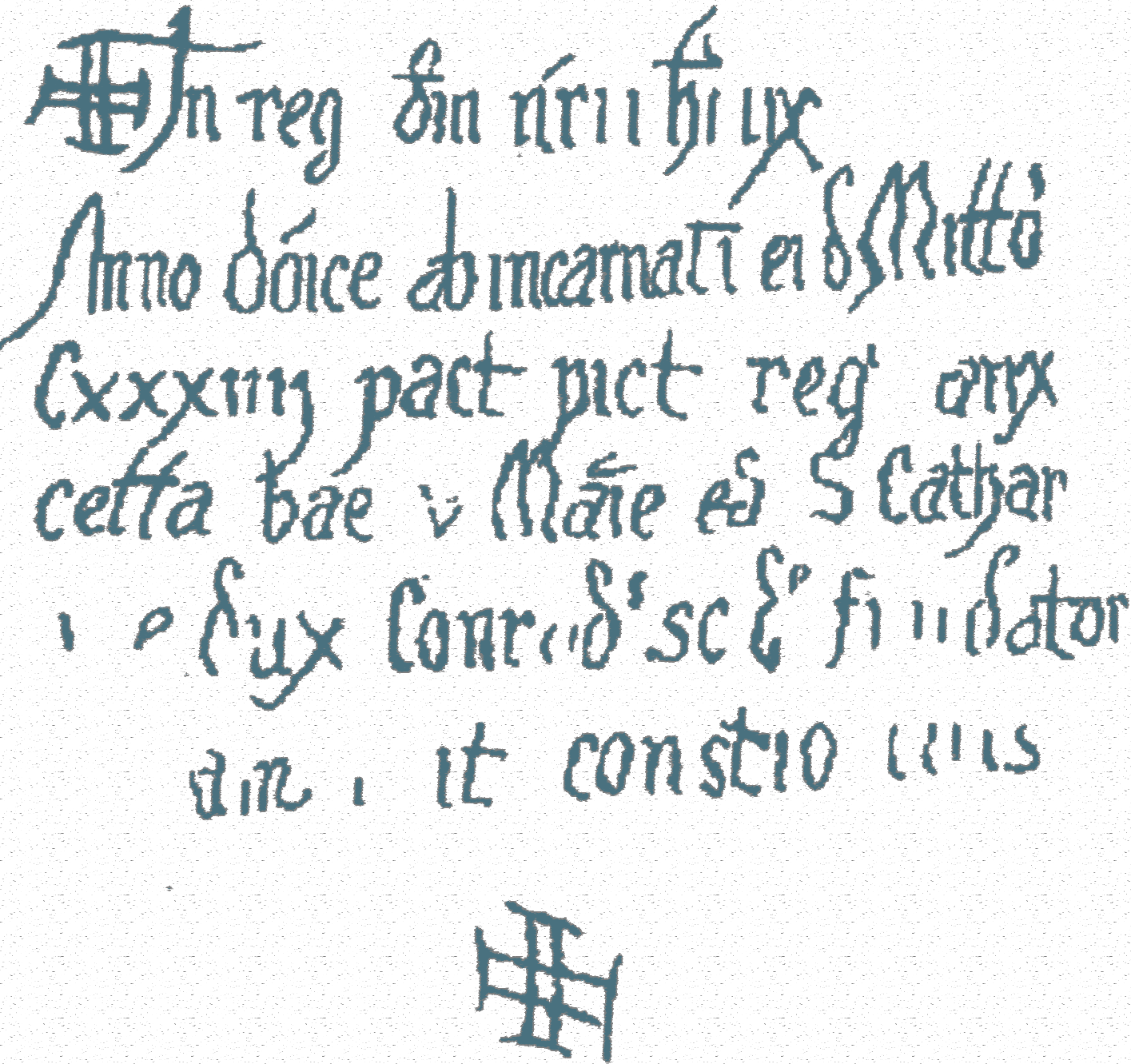
Napis z rotundy

In reg(no) d(omi)ni n(ost)ri jh(es)u X(risti)/ Anno do(min)ice ab incarnati(onis) ei(us)d(em) Mill(esim)o/ CXXXIIII p(er)act(is) pict(uris) reg(um) aux(it)/cella(m) b(e)a(t)e v(irginis) Ma(r)i(a)e et S. Cathar(i)/[n]e dux Conrad(us) s(e)c(un)d(us) f[un]dator/[et nov]am [f](ec)it cons(truc)tio(nem) eius
```

```
W królestwie pana naszego Jezusa Chrystusa/ w roku Pańskim od narodzenia tego samego tysiąca/ sto trzydziestego czwartego uświetnił/ sanktuarium Najświętszej Maryi Panny i Ś. Katarzyny książę Konrad drugi fundator/ i on dokonał nowej budowy jego
```

## Architektura i malowidła
Najstarszą murowaną budowlą podzamcza pałacu Przemyślidów była właśnie centralnie umieszczona, na niedużym skalistym pagórku, rotunda św. Katarzyny. Składa się ona z cylindrycznej nawy i dostawionej od wschodu półkolistej apsydy, obu wzniesionych z łączonych zaprawą, nieobrobionych kamieni. 

Wnętrze rotundy pokrywają malowidła przedstawiające sceny z Biblii, życia Przemyślidów oraz wizerunki kilkudziesięciu postaci, ustawionych w kilku rzędach – poczet książąt czeskich i morawskich. Malowidłami pokryto całą powierzchnię ścian wewnętrznych rotundy w apsydzie i nawie, od podłogi do kopuły – układając freski w kilka równoległych pasów.

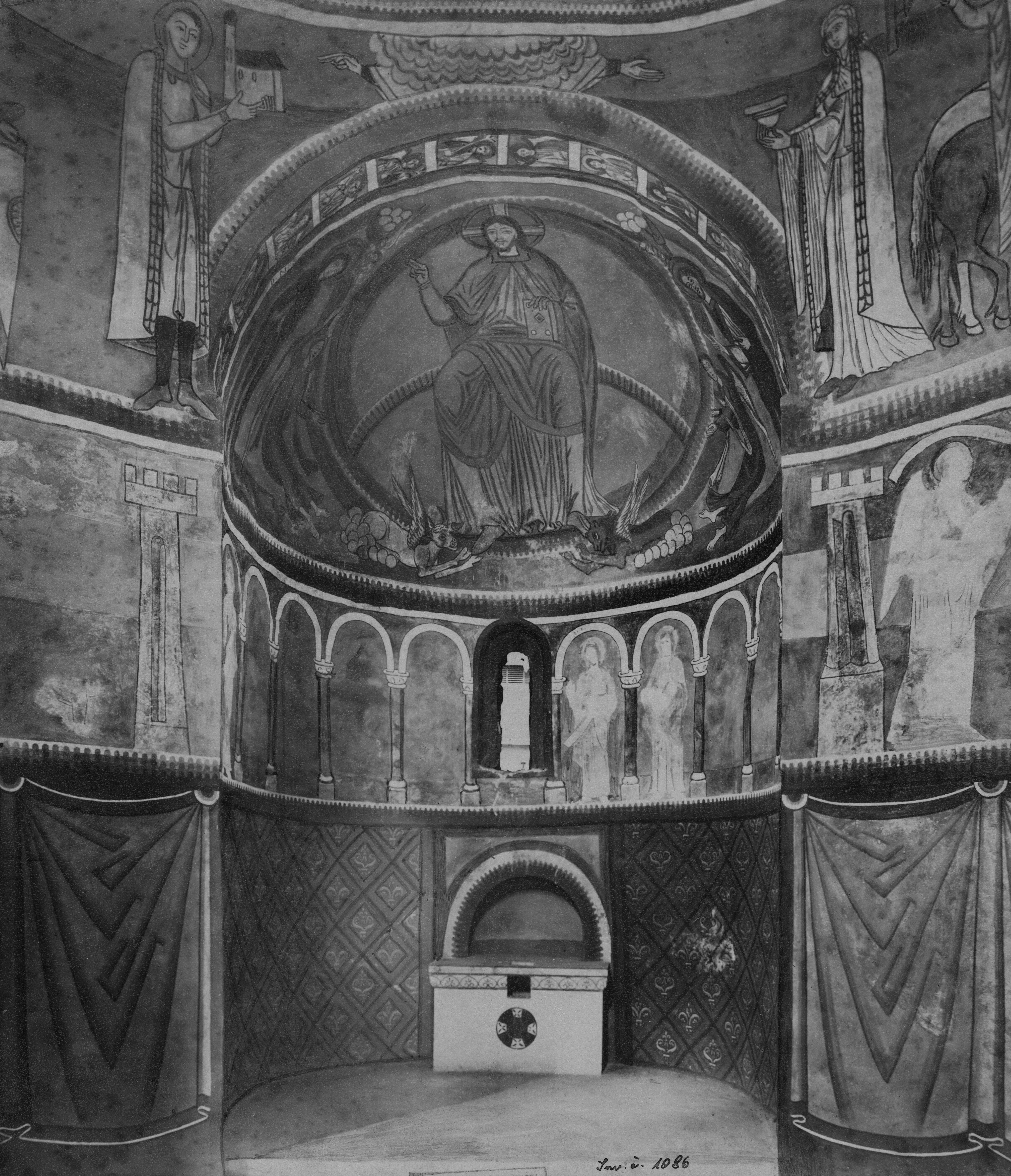
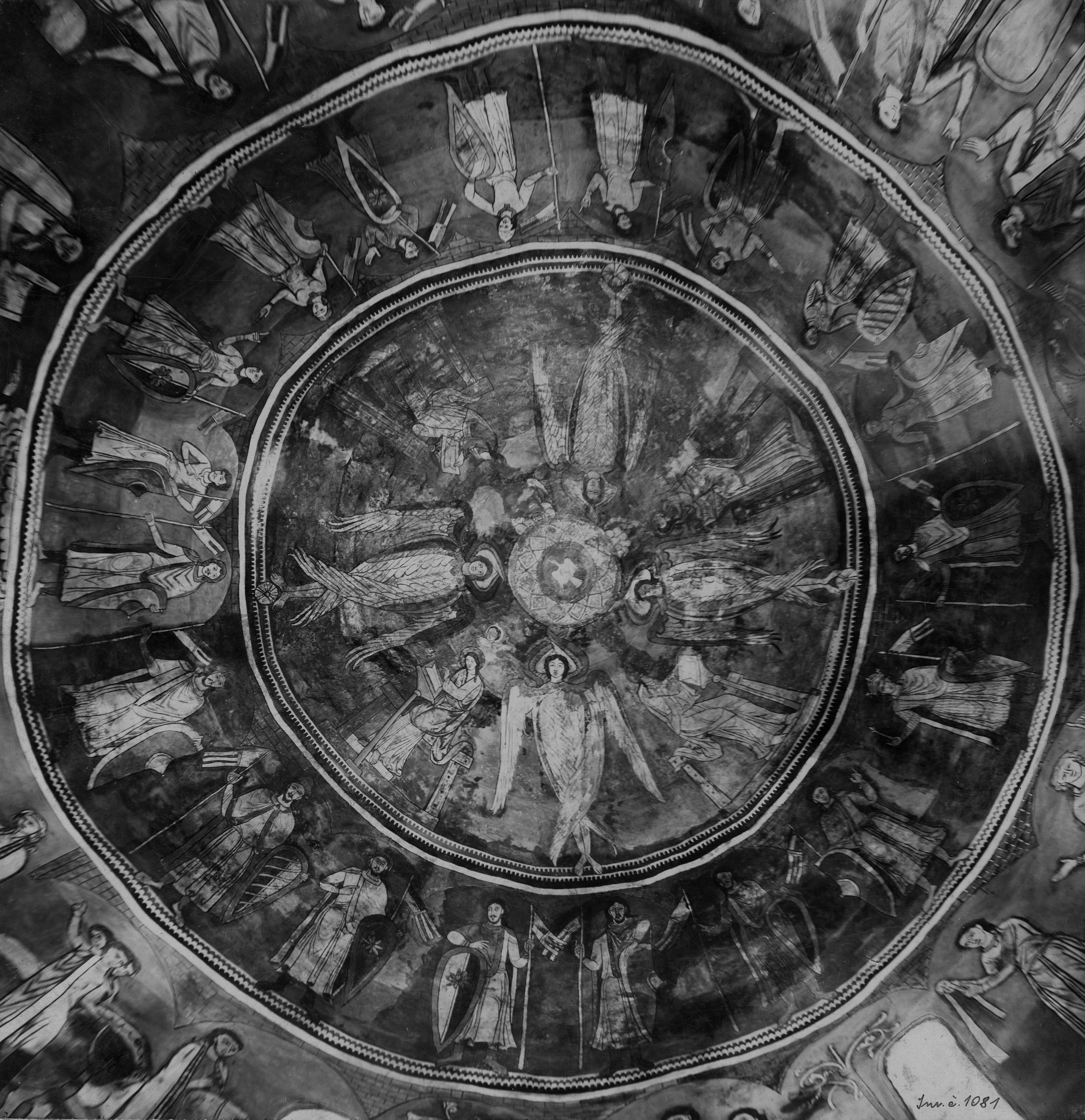
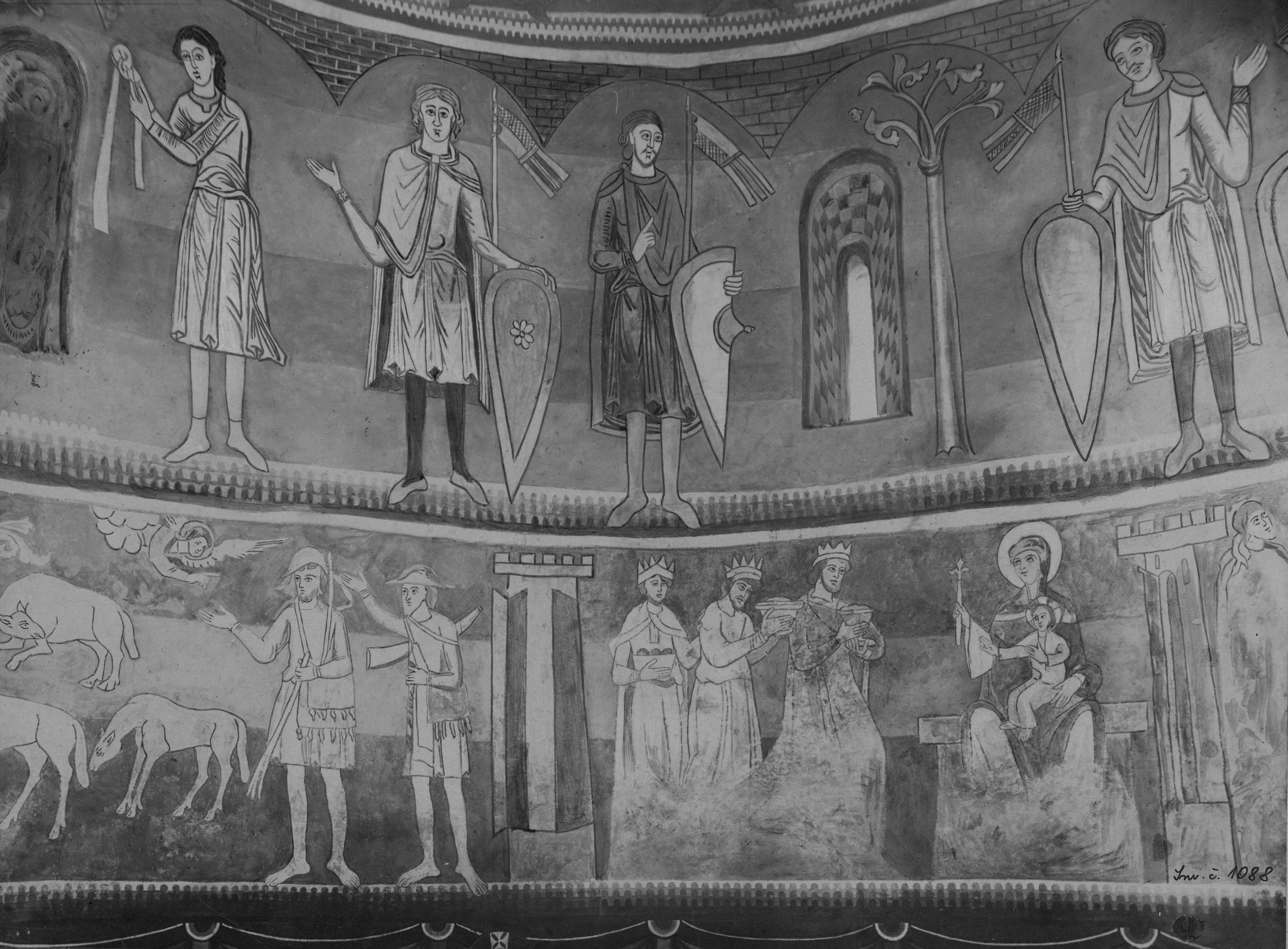
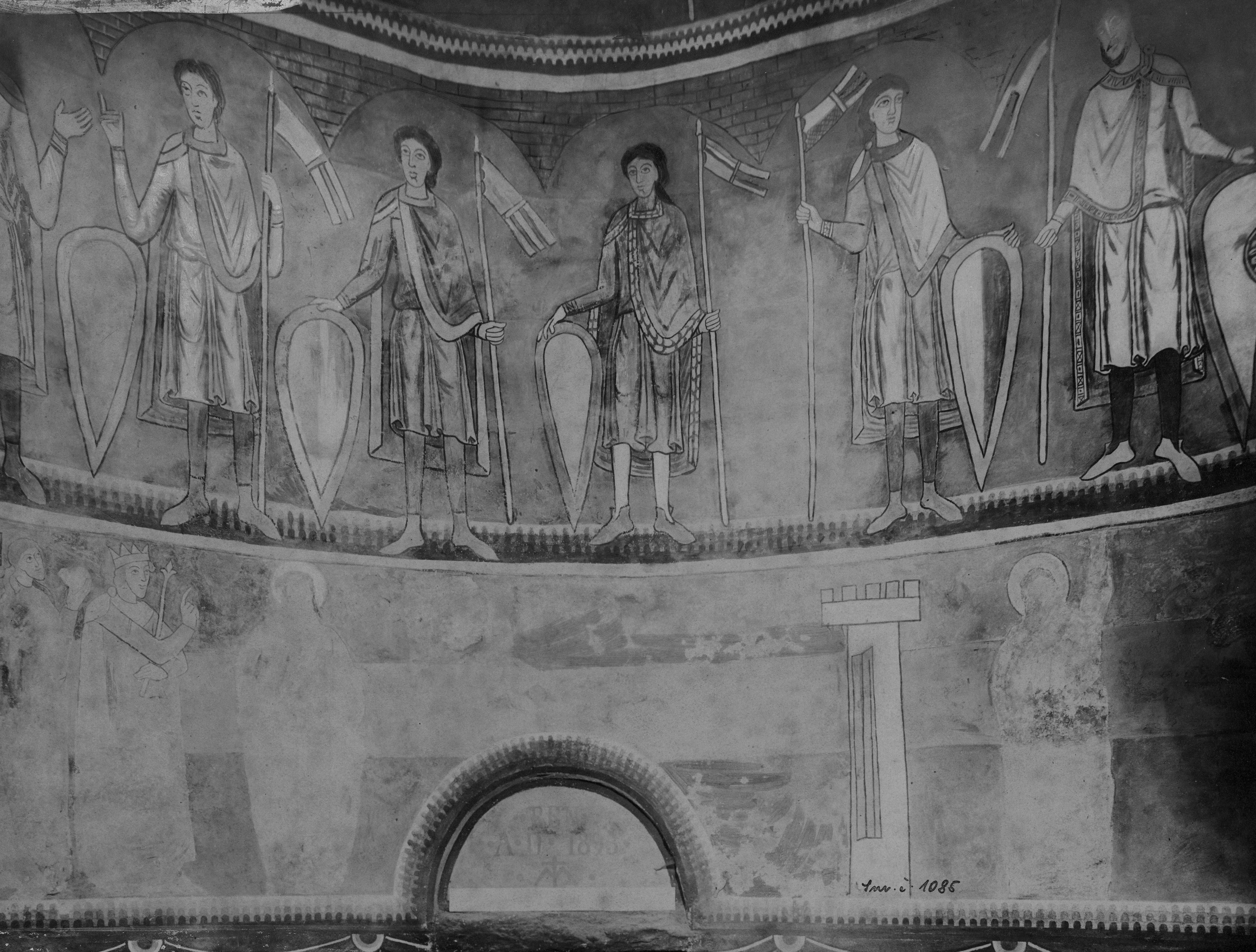
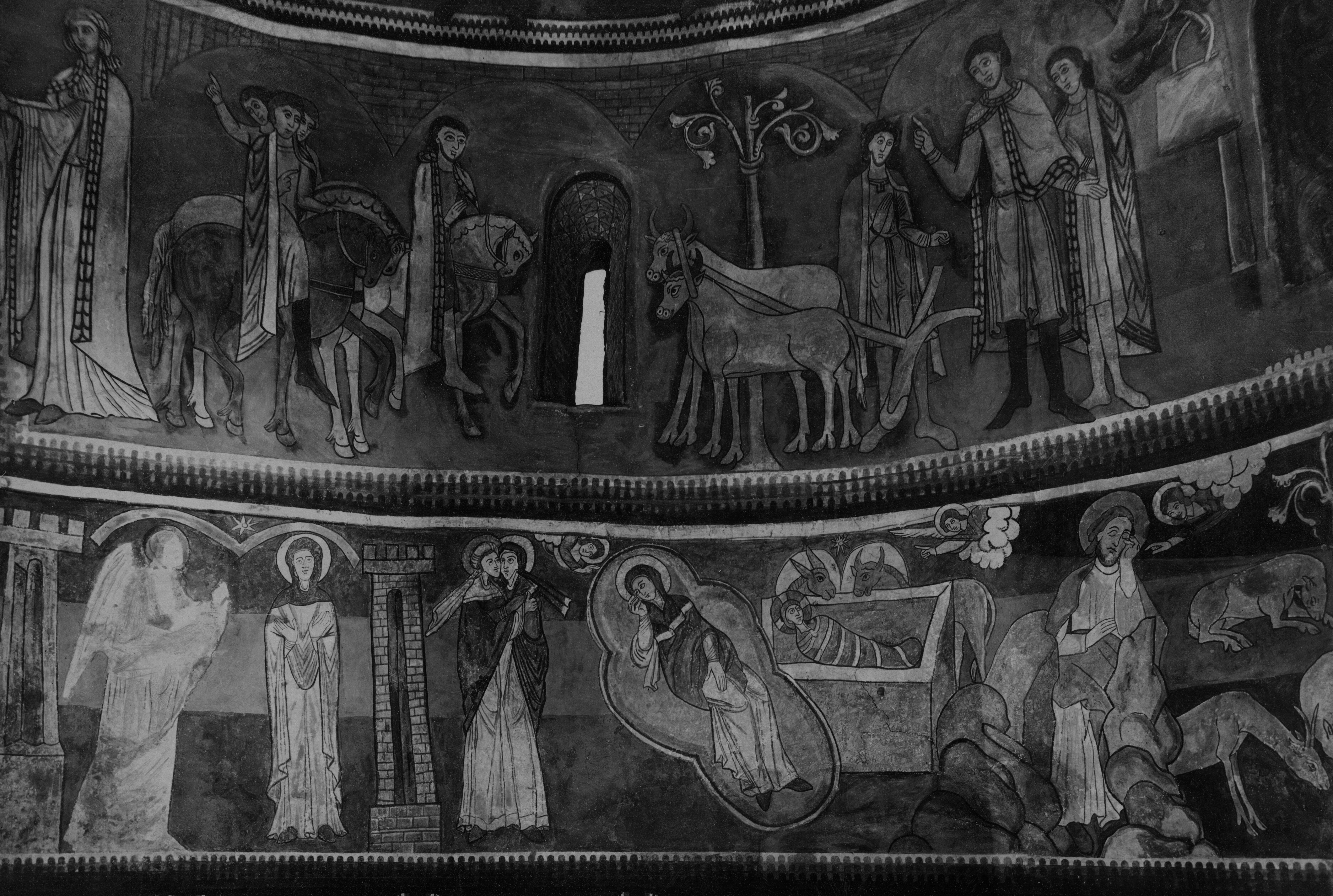
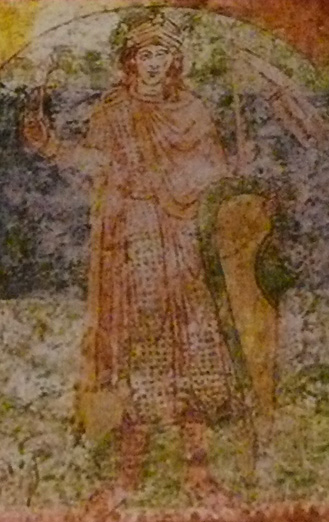
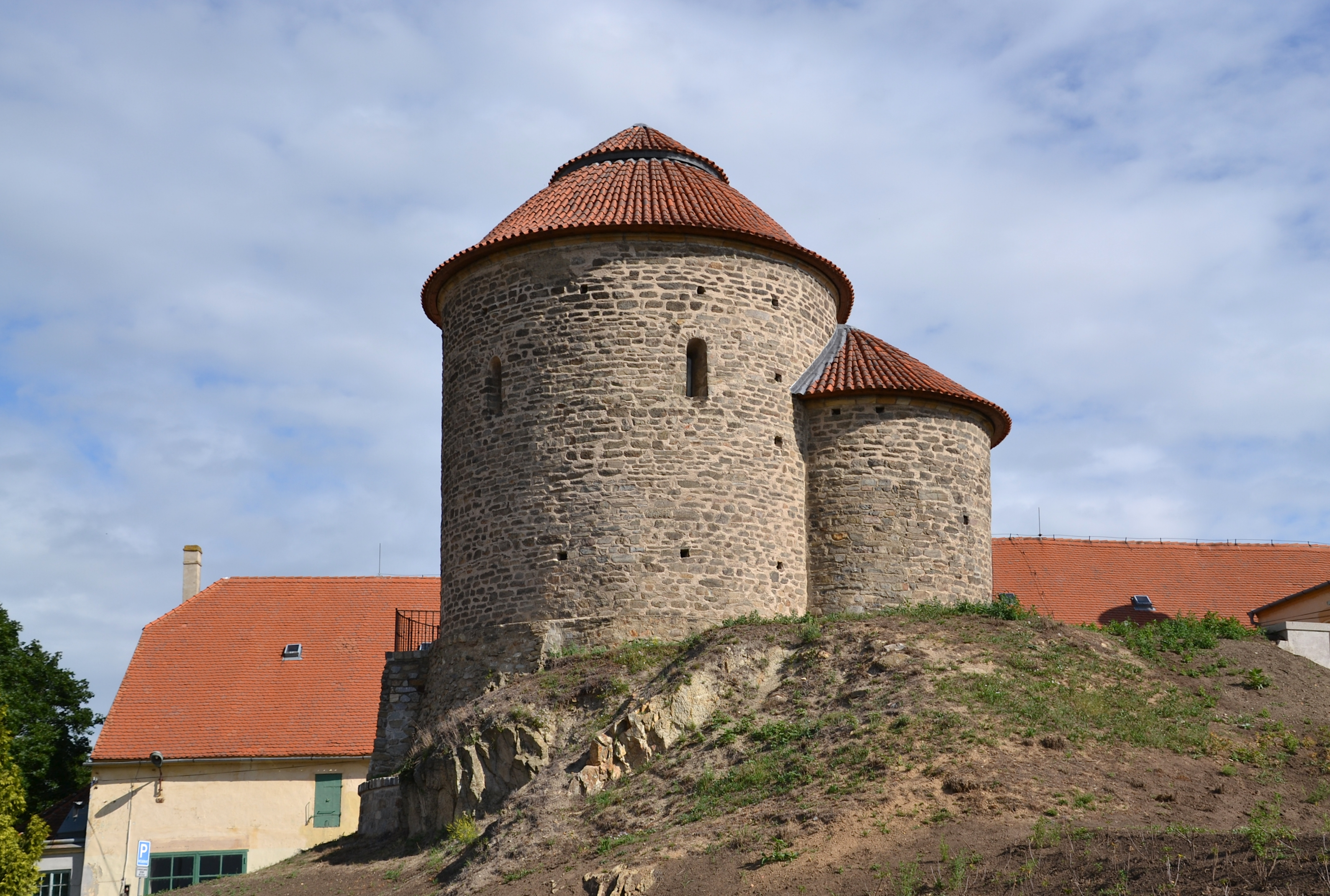
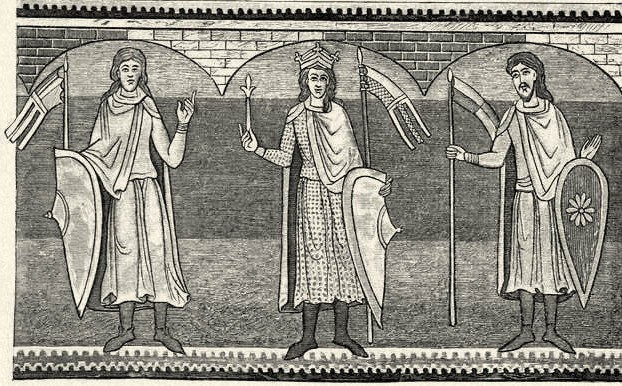
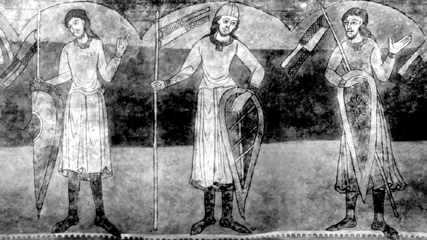